# Altizide
L'altizide est un diurétique, utilisé en association dans certains médicaments antihypertenseurs.

Altizide synthesis: J. M. McMannus, (1962).